# The Exotic Tour
L'Exotic Tour è stato un tour musicale del gruppo inglese dei Depeche Mode, intrapreso nel 1994 come espansione del precedente Devotional Tour.
A fine marzo Andy Fletcher venne sostituito da Daryl Bamonte perché quest'ultimo decise di staccarsi per un po' dagli impegni con la band e passare un po' di tempo con la sua famiglia. Durante lo svolgimento della tournée il gruppo si esibì anche in Asia, Sud America, Oceania e Sudafrica. Dopo queste date inizia una leg statunitense chiamata Summer Tour '94.
Si tratta dell'ultimo tour che vede Alan Wilder come membro della band.

## Scaletta
1. Rush
2. Halo
3. Behind the Wheel
4. Everything Counts
5. World in My Eyes
6. Walking in My Shoes
7. Stripped
8. Condemnation
9. Judas/A Question of Lust/Waiting for the Night/One Caress
10. I Want You Now/One Caress/Somebody
11. In Your Room
12. Never Let Me Down Again
13. I Feel You
14. Personal Jesus
15. Somebody/Fly on the Windscreen
16. Enjoy the Silence
17. Policy of Truth/Clean
18. A Question of Time

## Date
| Data           | Città             | Paese       | Luogo                                    | Note |
| -------------- | ----------------- | ----------- | ---------------------------------------- | ---- |
| Africa         |                   |             |                                          |      |
| 09/02/1994     | Johannesburg      | Sudafrica   | Standard Bank Arena                      |      |
| 11/02/1994     | Johannesburg      | Sudafrica   | Standard Bank Arena                      |      |
| 12/02/1994     | Johannesburg      | Sudafrica   | Standard Bank Arena                      |      |
| 14/02/1994     | Johannesburg      | Sudafrica   | Standard Bank Arena                      |      |
| 15/02/1994     | Johannesburg      | Sudafrica   | Standard Bank Arena                      |      |
| 18/02/1994     | Città del Capo    | Sudafrica   | Good Hope Centre                         |      |
| 19/02/1994     | Città del Capo    | Sudafrica   | Good Hope Centre                         |      |
| 23/02/1994     | Durban            | Sudafrica   | International Convention Centre          |      |
| 25/02/1994     | Johannesburg      | Sudafrica   | Standard Bank Arena                      |      |
| 26/02/1994     | Johannesburg      | Sudafrica   | Standard Bank Arena                      |      |
| Asia           |                   | Sudafrica   |                                          |      |
| 01/03/1994     | Singapore         | Singapore   | Singapore Indoor Stadium                 |      |
| Oceania        |                   |             |                                          |      |
| 05/03/1994     | Perth             | Australia   | Perth Entertainment Centre               |      |
| 07/03/1994     | Adelaide          | Australia   | Thebarton Theatre                        |      |
| 08/03/1994     | Melbourne         | Australia   | National Tennis Centre                   |      |
| 10/03/1994     | Brisbane          | Australia   | Brisbane Festival Hall                   |      |
| 12/03/1994     | Sydney            | Australia   | Sydney Entertainment Centre              |      |
| Asia           |                   |             |                                          |      |
| 16/03/1994     | Hong Kong         | Cina        | Hong Kong Stadium                        |      |
| 18/03/1994     | Manila            | Filippine   | Folks Arts Theater                       |      |
| 19/03/1994     | Manila            | Filippine   | Folks Arts Theater                       |      |
| Nord America   |                   |             |                                          |      |
| 25/03/1994     | Honolulu          | Stati Uniti | Neal S. Blaisdell Arena                  |      |
| 26/03/1994     | Honolulu          | Stati Uniti | Neal S. Blaisdell Arena                  |      |
| Sud America    |                   |             |                                          |      |
| 04/04/1994     | San Paolo         | Brasile     | Olímpia                                  |      |
| 05/04/1994     | San Paolo         | Brasile     | Olímpia                                  |      |
| 08/04/1994     | Buenos Aires      | Argentina   | Estadio José Amalfitani                  |      |
| 10/04/1994     | Santiago del Cile | Cile        | Estadio Nacional Julio Martínez Prádanos |      |
| Centro America |                   |             |                                          |      |
| 14/04/1994     | San José          | Costa Rica  | Gimnasio Nacional José Adolfo Pineda     |      |
| Nord America   |                   |             |                                          |      |
| 16/04/1994     | Monterrey         | Messico     | Auditorio Coca-Cola                      |      |
| 12/05/1994     | Sacramento        | Stati Uniti | Cal Expo Amphitheater                    |      |
| 14/05/1994     | Mountain View     | Stati Uniti | Shoreline Amphitheatre                   |      |
| 15/05/1994     | Concord           | Stati Uniti | Concord Pavillion                        |      |
| 17/05/1994     | Las Vegas         | Stati Uniti | Alladin Theater                          |      |
| 18/05/1994     | Phoenix           | Stati Uniti | Desert Sky Pavilion                      |      |
| 20/05/1994     | Irvine            | Stati Uniti | Irvine Meadows Amphitheatre              |      |
| 21/05/1994     | San Bernardino    | Stati Uniti | Blockbuster Pavillion                    |      |
| 24/05/1994     | Park City         | Stati Uniti | Park West Amphitheatre                   |      |
| 28/05/1994     | Bonner Springs    | Stati Uniti | Sandstone Amphitheater                   |      |
| 29/05/1994     | Maryland Heights  | Stati Uniti | Riverport Amphitheatre                   |      |
| 31/05/1994     | San Antonio       | Stati Uniti | HemisFair Arena                          |      |
| 01/06/1994     | The Woodlands     | Stati Uniti | Cynthia Woods Mitchell Pavilion          |      |
| 03/06/1994     | Dallas            | Stati Uniti | Starplex Amphitheatre                    |      |
| 05/06/1994     | Biloxi            | Stati Uniti | Mississippi Coast Coliseum               |      |
| 08/06/1994     | Charlotte         | Stati Uniti | The Palladium at Carowinds               |      |
| 09/06/1994     | Atlanta           | Stati Uniti | Lakewood Amphitheatre                    |      |
| 11/06/1994     | Tinley Park       | Stati Uniti | World Music Theatre                      |      |
| 12/06/1994     | Cuyahoga Falls    | Stati Uniti | Blossom Music Centre                     |      |
| 14/06/1994     | Columbia          | Stati Uniti | Merriweather Post Pavilion               |      |
| 16/06/1994     | Wantagh           | Stati Uniti | Jones Beach Amphitheatre                 |      |
| 17/06/1994     | Wantagh           | Stati Uniti | Jones Beach Amphitheatre                 |      |
| 20/06/1994     | Vaughan           | Canada      | Kingswood Music Theatre                  |      |
| 21/06/1994     | Montréal          | Canada      | Forum de Montréal                        |      |
| 23/06/1994     | Mansfield         | Stati Uniti | Great Woods Performing Arts Center       |      |
| 24/06/1994     | Holmdel           | Stati Uniti | Garden State Arts Center                 |      |
| 28/06/1994     | Filadelfia        | Stati Uniti | The Spectrum                             |      |
| 29/06/1994     | Burgettstown      | Stati Uniti | Star Lake Amphitheatre                   |      |
| 01/07/1994     | Columbus          | Stati Uniti | Polaris Amphitheater                     |      |
| 03/07/1994     | Clarkston         | Stati Uniti | Pine Knob Music Theatre                  |      |
| 04/07/1994     | Clarkston         | Stati Uniti | Pine Knob Music Theatre                  |      |
| 06/07/1994     | Cincinnati        | Stati Uniti | Riverbend Music Center                   |      |
| 07/07/1994     | Milwaukee         | Stati Uniti | Marcus Amphitheater                      |      |
| 08/07/1994     | Noblesville       | Stati Uniti | Deer Creek Music Center                  |      |

## Date cancellate
| Data       | Città            | Paese       | Luogo                           | Motivo                                    |
| ---------- | ---------------- | ----------- | ------------------------------- | ----------------------------------------- |
| 26/05/1994 | Denver           | Stati Uniti | Fiddler's Green Amphitheatre    | Problemi alle corde vocali di Dave Gahan. |
| 26/06/1994 | Saratoga Springs | Stati Uniti | Saratoga Performing Arts Center |                                           |

## Incassi e vendite del tour
| Luogo                           | Città   | Biglietti venduti/Disponibili | Incasso    |
| ------------------------------- | ------- | ----------------------------- | ---------- |
| Irvine Meadows Amphitheatre     | Irvine  | 13,936 / 15,000 (92%)         | $363,491   |
| Coca Cola Starplex Amphitheatre | Dallas  | 14,541 / 20,111 (72%)         | $313,886   |
| Jones Beach Amphitheatre        | Wantagh | 20,867 / 21,776 (95%)         | $802,932   |
| TOTALE                          | TOTALE  | 49,344 / 56,887 (86%)         | $1,480,309 |

## Musicisti

### Depeche Mode
- Dave Gahan - voce
- Martin Gore - chitarra, sintetizzatori, campionatori, cori, voce
- Andy Fletcher - sintetizzatori, campionatori, cori (dall'inizio del tour fino al 26 marzo)
- Alan Wilder - sintetizzatori, campionatori, batteria, cori

### Musicisti di supporto
- Daryl Bamonte - sintetizzatori, campionatori, cori (in sostituzione di Andy Fletcher dal 4 aprile fino alla fine del tour)
- Hildia Campbell - cori
- Samantha Smith - cori